# Désiré Scheltens
Désiré Frans ('Gonsalvus') Scheltens, O.F.M. (Ruisbroek, 12 november 1919 – Nijmegen, 23 april 2009) was een Belgisch neoscholastisch filosoof en in het bijzonder metafysicus en rechtsfilosoof.

## Loopbaan
Na zijn geestelijke vorming studeerde hij aan het Hoger Instituut voor Wijsbegeerte in Leuven, en aan de Universiteit van Keulen. Van de Leuvense collegae was hij vooral schatplichtig aan de Hegel-kenner André Wylleman. In 1950 promoveerde hij bij Dominicus De Petter O.P. op causaliteit en transcendentie in de neoscholastiek. Van 1951-1961 doceerde hij filosofie aan zijn confraters in Vaalbeek; van 1968-1973 aan het Centrum voor Kerkelijke Studies (CKS). Tevens redacteur bij het Leuvense Tijdschrift voor Filosofie. Sinds 1973 doceerde hij rechtsfilosofie en sociale wijsbegeerte aan de Katholieke Universiteit Nijmegen. Vanaf 1975 tot zijn emeritaat in 1989 deed hij dit als gewoon hoogleraar.

## Filosofie
Aanvankelijk hielden hem, in het verlengde van zijn docentschappen, onderwerpen van metafysische aard, wijsgerige godsleer en theologische antropologie bezig. Er verschenen twee boeken (in respectievelijk 1967 en 1972) en verschillende artikelen over de moderne theologie. Thomas van Aquino, zijn confraters Johannes Duns Scotus en Bonaventura, Martin Heidegger, en later ook Emmanuel Levinas, fascineerden en inspireerden hem. Maar zijn wijsgerige inzet had altijd een mystieke grondslag. Zo noemde hij de mystieke idee van het Oneindige de brug tussen het denken van het Westen en het Oosten.
Zoals hij als metafysicus het debat met de Moderniteit aanging, zo vond dit in de rechtsfilosofie zijn pendant in zijn strijd tegen het rechtspositivisme. De titel van zijn inaugurele rede was programmatisch in dit opzicht. Volgens Scheltens was het parcours dat met name Chaïm Perelman aflegde, van een Fregeaans positivist à la Kelsen tot een juridisch ethicus die een moderne versie van de praktische rede als noodzakelijk ervoer, symptomatisch.
In Nijmegen kregen meerdere generaties juristen hun filosofische vorming van Scheltens; voor velen was het een allereerste kennismaking met dit vak. Zijn colleges kenmerkten zich door een  cartesiaanse duidelijkheid en een engagement voor kwesties aangaande de Derde Wereld, mensenrechten, socialisme en (kritiek op het) privé-eigendom. Dan bleek dat prangende actualiteiten vaak een samenhang hadden met min of meer traditionele moraalfilosofieën, zoals in het bijzonder het natuurrecht.  

## Uitspraken
- "De heilige Thomas [van Aquino] was meer socialistisch dan John Rawls"
- "Uw borst zou mogen zwellen van fierheid" (vanwege de Gouden Eeuw)
- "Chemische processen leveren chemische resultaten op" (tegen natuurwetenschappelijk reductionisme)
- "Aha? Er zit hier dan nog best nogal wat vervuiling her en der ... Nietwaar?" (ironie gemunt aan een spreker die een Strawsoniaanse kritiek uitte aan de Reine Rechtslehre van Hans Kelsen)

## Publicaties
Artikelen. Het betreft een extreme selectie uit talrijke publicaties:
- Het probleem van de metafysische causaliteit in de neoscholastische filosofie, in: Tijdschrift voor Filosofie, 14 (1952), p. 455-502. (Een samenvatting van de dissertatie)
- De Bonaventuriaanse illuminatieleer, in: Tijdschrift voor Filosofie, 17, (1955), p. 385-408.
- De analogieleer van Sint Thomas, in: Tijdschrift voor Filosofie, 20, (1958), p. 459-508.
- Der Gottesbeweis des J.D. Scotus, in: Wissenschaft und Weisheit, 27, (1964), p. 229-245.
- De contracttheorieën en de rechtvaardigheidsbeginselen, in: Tijdschrift voor Filosofie, 38 (1976), p. 203-235.
- De rationaliteit van de rechtsvinding, in: Algemeen Nederlands Tijdschrift voor Wijsbegeerte, 71 (1979), p. 144-152.
- Eigendom bij I. Kant, in: Rechtsfilosofie en Rechtstheorie, (1980), p. 67-77.
- Egendomsrecht, in: Rechtsfilosofie en Rechtstheorie, 47, (1980), p. 936-941.
- Grotius' doctrine of the social contract, in:  Netherlands International Law Review, 30 (1983), nr.1, p. 43-60.
- Burgerlijke ongehoorzaamheid, in: Kultuurleven, 51 (1984), p. 615-626.
- Eigendomsrecht bij Fichte, in: Recht en Kritiek, 12 (1986), p. 112-119.
- De kritiek van Marx op de mensenrechten, in: Tijdschrift voor Antilliaans recht-Justicia, (1987), nr.1, p. 6-14.

De boekpublicaties:
- Is God dood? (Leuven, 1967)
- De tijd van God (Antwerpen, 1972)
- Mens en mensenrechten (Alphen a/d Rijn, 1981, e.v.)
- Inleiding tot de wijsbegeerte van het recht (Alphen a/d Rijn, 1983, e.v.)
- Hegel's Rechtsfilosofie: een inleiding (Tilburg, 1988)

Als medewerker:
- Rechtsbeginselen (G.J. Scholten, m.m.v. D.F. Scheltens, H.J. van Eikema Hommes) (Zwolle, 1983)
- De dood, uitkomst voor het leven? Geschrift van de Juristenvereniging Pro Vita (Amsterdam, 1987)
- Een klooster in de straat (Brigitte Weusten; met bijdragen van Désiré Scheltens) (Nijmegen, 2002)

Redes:
- De ethische grondslag van het recht (Oratie. Deventer, 1975)
- Open en gesloten seculariteit (Afscheidsrede. Nijmegen, 1989)

Over Scheltens:
- C.E.M. Struyker Boudier: Wijsgerig leven in Nederland en België 1880-1980, Deel III. In Godsnaam. De Augustijnen, Carmelieten en Minderbroeders. (Nijmegen/Baarn, 1987)
- L. Heyde e.a. (red.): Begrensde vrijheid: opstellen over mensenrechten aangeboden aan Prof. dr. D.F. Scheltens bij zijn afscheid als hoogleraar aan de Katholieke Universiteit Nijmegen (Zwolle, 1989)
- Paul Nève: De scherpte van bescheidenheid: ter herdenking van Désiré F. Scheltens (1919-2009). (Nijmegen, 2014)

- Gemeinsame Normdatei: 1030394172
- International Standard Name Identifier: 0000 0000 2569 1654
- Library of Congress Control Number: n80153444
- Nederlandse Thesaurus van Auteursnamen: 068898290
- Virtual International Authority File: 74979156
- WorldCat: E39PBJymDWv8yJDJxJ9gVdqCwC